# Hemsleya endecaphylla
Hemsleya endecaphylla là một loài thực vật có hoa trong họ Cucurbitaceae. Loài này được C.Y. Wu mô tả khoa học đầu tiên năm 1985.